# Филипос Василиу
Филипос Василиу (на гръцки: Φίλιππος Βασιλείου) е гръцки революционер, участник в Гръцката война за независимост.

## Биография
Роден е в 1808 година в халкидическото македонско село Галатища. При избухването на Гръцката революция в 1824 година взима участие сраженията с частта на Анастасиос Каратасос. В 1830 година постъпва в новосъздадената гръцка армия като войник в 1 рота на 12 полк под командването на Триандафилос Дзурас.